# Monaco-Ville
Monaco-Ville (moneg. Munegu-Vila) – sektor wydzielony państwa-miasta Monako. Znajduje się tu pałac książęcy, katedra i Muzeum Oceanograficzne. Zamieszkuje tutaj około 3000 osób.
Jest to stare, ufortyfikowane miasto usytuowane na skalistym cyplu ciągnącym się w kierunku Morza Liguryjskiego (część Morza Śródziemnego). Dzielnica położona jest u podnóża góry Tête-de-Chien. Mimo że jest ono umiejscowione w najgęściej zaludnionym kraju świata, to można w nim znaleźć wiele cichych i spokojnych uliczek, które pustoszeją całkowicie po zachodzie słońca. Mimo że miasto odwiedza niezliczona liczba turystów, to poruszać mogą się po nim tylko pojazdy posiadające zezwolenie, a używanie motocykli napędzanych benzyną po godz. 22 jest niedopuszczalne. Mieści się tam Międzynarodowe Biuro Hydrograficzne.

## Współpraca
Miejscowość partnerska:
- Ostenda, Belgia